# Liste d'encyclopédies
Plusieurs listes d'encyclopédies existent établies suivant différents critères :
- Liste d'encyclopédies par langue
- Liste d'encyclopédies en ligne
- Liste d'encyclopédies religieuses
- Liste d'encyclopédies par période (en)
- Liste d'encyclopédies par discipline (en)